# Carlota Joaquima de Borbó
Carlota Joaquima de Borbó i Borbó-Parma (Palau d'Aranjuez, 25 d'abril de 1775 - Palau de Queluz, 7 de gener de 1830) fou infanta d'Espanya i reina consort de Portugal (1816 - 1826).

## Família
Va ser filla de Carles IV d'Espanya i Maria Lluïsa de Borbó-Parma, llavors encara prínceps d'Astúries. Va néixer al Palau d'Aranjuez el 25 d'abril de 1775. Era neta del rei Carles III d'Espanya i la princesa Maria Amàlia de Saxònia per part de pare, mentre que per part de mare ho era del duc Felip I de Parma i la princesa Elisabet de França.
El 9 de gener de 1790 es casà amb el príncep Joan VI de Portugal, hereu de la corona portuguesa, després de la mort del seu germà el príncep de Beira. El príncep era fill de la reina Maria I de Portugal i el rei consort Pere III de Portugal. Era net de dos reis portuguesos diferents, ja que Pere III era oncle de la seva neboda, la reina Maria I. Per part de pare era net de Joan V de Portugal i l'arxiduquessa Maria Anna d'Àustria mentre que per part de mare ho era del rei Josep I de Portugal i la princesa Maria Anna Victòria de Borbó.
La parella s'instal·là a Lisboa i tingueren nou fills:
- Maria Teresa (Queluz, 1793 - Trieste, 1874)
- Antonio (Queluz, 1795 - 1801)
- Maria Isabel (Queluz, 1797 - El Pardo, 1818)
- Pere I del Brasil (Queluz, 1798 - 1834)
- Maria Francesca (Queluz, 1800 - Alverstoke, 1834)
- Miquel I de Portugal (Queluz, 1802 - Bronnbach, 1866)
- Maria Assumpció (Queluz, 1805 - Santarem, 1834)
- Anna de Jesús (Mafra, 1806 - Roma, 1857)
- Un fill sense nom (1810)

## Exili i retorn a Portugal
De tendències ultraconservadores i absolutistes mostrà des d'un bon principi el seu caràcter ambiciós. Mentre la família reial portuguesa es trobava al Brasil, on havien fugit després de l'ocupació per part dels francesos de Portugal, es declarà hereva de la seva família que es trobava empresonada per Napoleó I. Primer va intentar obtenir la regència d'Espanya i, més tard, dominar les possessions espanyoles a Amèrica Llatina. La seva relació més íntima amb Amèrica es relaciona amb el Riu de la Plata, lloc en el qual volia governar aprofitant l'empresonament del seu pare, Carles IV, al·legant que al poder succeïa a ella, i no al seu germà.
Al seu retorn a Portugal el 1821 el país havia canviat molt, ja que les idees revolucionàries i liberals havien penetrat al país. Des de 1820 la família reial intentà introduir de nou un govern absolutista.
Al mateix any 1821 una revolució s'inicià de signe liberal a Porto es promulgà la primera constitució liberal de Portugal. La reina es mostrà implacable, prengué el poder, i feu una aliança amb el seu fill menor, el príncep i després rei Miquel I de Portugal per tal de represaliar la revolució. Mentrestant el rei Joan VI de Portugal era reclòs al Palau de Queluz per la seva negativa a combatre els revolucionaris.
Malgrat tot, la reina no aconseguí estabilitzar-se en el poder i ella i el seu fill hagueren de marxar a l'exili. Com a mostra de les antipaties que havia despertat, després de la mort del seu espòs, aquest nomenà a la seva filla regent en lloc de la seva dona com hauria hagut d'ésser.
Carlota Joaquima morí a Palau de Queluz, el 7 de gener de 1830.

## Homenatges
Una important avinguda de la ciutat de Barcelona (l'actual avinguda de Josep Tarradellas) va dur el seu nom de 1929 a 1931 i de 1939 a 1988 amb el nom d'avinguda d'Infanta Carlota.